# Antisocialisme

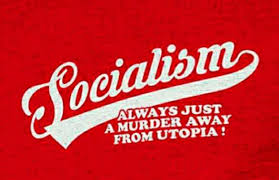
Publicitat anti-marxista

Crítica al socialisme, és qualsevol crítica dels models d'organització econòmica socialistes i de la seva viabilitat, així com de les implicacions polítiques i socials de l'adopció d'aquest sistema. Algunes crítiques no es dirigeixen cap al socialisme com a sistema, sinó més aviat cap al moviment socialista, partits o els estats existents. Alguns crítics consideren que el socialisme és un concepte purament teòric que hauria de ser criticat per raons teòriques (com en el problema de càlcul econòmic i el debat de càlcul socialista) mentre que altres sostenen que existeixen certs exemples històrics i que es pot criticar per raons pràctiques. Com que hi ha molts models de socialisme, la majoria de les crítiques se centren en un tipus específic de socialisme i en l'experiència de la planificació econòmica de tipus soviètic que pot no aplicar-se a totes les formes de socialisme, ja que els diferents models de socialisme entren en conflicte entre si per qüestions de propietat de la propietat, la coordinació econòmica i com s'ha d'aconseguir el socialisme. Els crítics de models específics de socialisme podrien defensar un tipus de socialisme diferent.
Segons l'economista de Austrian School Ludwig von Mises, un sistema econòmic que no utilitza diners, el càlcul financer i els preus de mercat no serà capaç de valorar efectivament els béns d'equip i coordinar la producció i, per tant, el socialisme és impossible perquè no té la informació necessària per realitzar el càlcul econòmic. Un altre argument central enfrontat als sistemes socialistes basat en la planificació econòmica es basa en l'ús de coneixement dispers. El socialisme és inviable en aquest punt de vista perquè la informació no pot ser agregada per un organisme central i efectivament utilitzada per formular un pla per a tota una economia, perquè fer-ho donaria lloc a senyals de preus distorsionats o absents. Altres economistes critiquen models de socialisme basats en economia neoclàssica per la seva dependència dels supòsits defectuosos i poc realistes d'equilibri econòmic i eficiència del pareto. Alguns filòsofs tenen també va criticar els objectius del socialisme, argumentant que la igualtat esgota les diversitats individuals i que l'establiment d'una societat igual hauria de comportar una forta coacció. Els crítics del moviment polític socialista solen criticar els conflictes interns del el moviment socialista creant una mena de "responsabilitat nul·la". 
Liberals econòmics i Drets llibertaris consideren propietat privada dels mitjans de producció i el mercat com a entitats naturals o drets morals que són centrals en les seves concepcions de llibertat i llibertat i veuen la dinàmica econòmica del capitalisme immutable i absoluta. Com a resultat, perceben propietat pública dels mitjans de producció, cooperatives i planificació econòmica com a infraccions a la llibertat.

## Crítica de la planificació centralitzada

### Senyals de preus distorsionats o absents
El problema de càlcul econòmic és una crítica a la planificació econòmica central que existeix en algunes formes de socialisme. Va ser proposat per primera vegada el 1854 per l'economista prussià Hermann Heinrich Gossen. Va ser posteriorment exposat el 1902 per l'economista neerlandès Nicolaas Pierson, el 1920 per Ludwig von Mises i posteriorment per Friedrich Hayek. El problema referit és el de com distribuir els recursos racionalment en una economia. El mercat lliure es basa en el mecanisme de preus, en el qual les persones individualment tenen la capacitat de decidir com s'han de distribuir els recursos en funció de la seva voluntat de donar diners per a béns o serveis específics. El preu transmet informació incrustada sobre l'abundància de recursos, així com la seva conveniència (oferta i demanda) que al seu torn permet, sobre la base de decisions consensuades individuals, correccions que impedeixin escassetat i excedents. Mises i Hayek van argumentar que aquesta és l'única solució possible i sense la informació proporcionada pels preus de mercat, el socialisme no té un mètode per assignar racionalment recursos. Els qui estan d'acord amb aquesta crítica argumenten que és una refutació del socialisme i que demostra que una economia planificada socialista mai no podria funcionar. El debat es va produir durant els anys vint i trenta i aquest període concret del debat ha estat conegut pels historiadors econòmics com "el debat de càlcul socialista".
Mises va argumentar en un famós article del 1920 "Economic Calculation in the Socialist Commonwealth" que els sistemes de preus de les economies socialistes eren necessàriament deficients perquè si el govern posseïa els mitjans de producció,es podien obtenir arrossos per a béns d'equip ja que eren merament transferències internes de mercaderies en un sistema socialista i no “objectes d'intercanvi”, a diferència dels béns finals, per tant, no tenien preu i, per tant, el sistema seria necessàriament ineficient ja que la central els planificadors no sabrien com assignar els recursos disponibles de manera eficient. Això el va portar a declarar "que l'activitat econòmica racional és impossible en una comunitat socialista". Mises va desenvolupar la seva crítica al socialisme més completament en el seu llibre de 1922 " Socialism, An Economic and Sociological Analysis .
Mises va argumentar que un sistema socialista basat en una economia planificada no seria capaç d'assignar recursos de manera efectiva a causa de la manca de senyals de preus. Com que els mitjans de producció estarien controlats per una sola entitat, seria impossible aproximar els preus dels béns d'equipament en una economia planificada. El seu argument era que el socialisme havia de fracassar econòmicament a causa del problema de càlcul econòmic: la impossibilitat que un govern socialista pogués fer els càlculs econòmics necessaris per organitzar una economia complexa. Mises va projectar que sense una economia de mercat no hi hauria un sistema de preus funcional que considerava essencial per aconseguir una assignació racional i eficient de béns d'equip als seus usos més productius. Segons Mises, el socialisme fracassaria ja que la demanda no es podria conèixer sense preus. Aquests arguments van ser elaborats per economistes austríacs posteriors com Hayek i estudiants com Hans Sennholz. El 1977, Hayek va argumentar que "els preus són un instrument de comunicació i orientació que incorporen més informació de la que tenim directament" i "tota la idea que es pot aconseguir el mateix ordre basat en la divisió del treball per una simple direcció cau a terra . […] [Si] si necessiteu preus, inclosos els de la mà d'obra, per dirigir la gent a anar on sigui necessari, no podeu tenir una altra distribució excepte la del principi del mercat ".
Segons Richard Ebeling, "[el] cor de l'argument de Mises contra el socialisme és que la planificació central del govern destrueix l'eina essencial (preus de mercat formats competitivament) per la qual les persones d'una societat prenen decisions econòmiques racionals". L'economista hongarès János Kornai ha escrit que "l'intent de realitzar el socialisme de mercat […] produeix un sistema incoherent, en el qual hi ha elements que es repel·leixen: la propietat pública i el funcionament del mercat no són compatibles ".
Els defensors de  laissez-faire  capitalisme argumenten que, tot i que els monopolis privats no tenen cap competència real, hi ha molts competidors potencials que els observen i si eren delien veure un servei inadequat o cobrar una quantitat excessiva per un bé o servei, els inversors començarien una empresa competidora. L'economista anarcocapitalista Hans-Hermann Hoppe argumenta que, en absència de preus per als mitjans de producció, no hi ha una comptabilitat de costos que dirigeixi el treball i recursos per als usos més valuosos. Segons Tibor Machan, "[sense] un mercat en què es puguin fer assignacions obeint la llei de l'oferta i la demanda, és difícil o impossible canalitzar els recursos amb respecte a les preferències i objectius humans reals ".
Al seu llibre "Com vam sobreviure al comunisme i fins i tot vam riure", Slavenka Drakulić afirma que un dels principals contribuents a la caiguda de les economies planificades socialistes a l'antic bloc soviètic va ser el fracàs en la producció dels béns bàsics de consum que desitjava la seva gent. Argumenta que, a causa de la composició del lideratge d'aquests règims, les preocupacions de les dones van resultar especialment curtes. Ho il·lustra en particular pel fet que el sistema no produeix rentadora s. Si una indústria estatal és capaç de seguir operant amb pèrdues, pot continuar operant indefinidament produint coses que no tenen una gran demanda dels consumidors. Si la demanda dels consumidors és massa baixa per mantenir la indústria amb pagaments voluntaris per part dels consumidors, es subvencionarà fiscalment. Això impedeix l'aplicació de recursos (capital i treball) per satisfer les demandes més urgents dels consumidors. Segons l'economista Milton Friedman: "La part de pèrdues és tan important com la de beneficis. El que distingeix el sistema privat d'un sistema socialista de govern és la part de pèrdua. Si el projecte d'un empresari no funciona, el tanca Si hagués estat un projecte governamental, s'hauria ampliat perquè no hi ha la disciplina de l'element de pèrdues i guanys ".
Els defensors de teoria del caos argumenten que és impossible fer prediccions precises a llarg termini per a sistemes altament complexos, com ara una economia.
Pierre-Joseph Proudhon planteja qüestions de càlcul similars al seu  Idea general de la revolució al segle XIX , però també proposa certs arranjaments voluntaris que també requeriria un càlcul econòmic. Lev Trotski, un defensor ferotge de planificació econòmica descentralitzada, va argumentar que la planificació econòmica centralitzada seria "insoluble sense l'experiència diària de milions, sense la seva revisió crítica de la seva pròpia experiència col·lectiva, sense la seva expressió de les seves necessitats i demandes i no es podria dur a terme fora dels límits dels sants oficials "i" [e] ven si el Politburó consistia en set genis universals, set Marxes o set Lenins, encara no podrà, tot sol, amb tota la seva imaginació creativa, afirmar l'ordre sobre t l'economia de 170 milions de persones ". A diferència de la manca d'un mercat, socialisme de mercat es pot veure com una alternativa al model socialista tradicional. Teòricament, la diferència fonamental entre una economia socialista tradicional i una economia socialista de mercat és l'existència d'un mercat per als mitjans de producció i béns d'equip. Els abolicionistes del mercat socialistes responen que, tot i que els defensors del capitalisme i, en particular, l'Escola austríaca reconeixen els preus d'equilibri, no existeixen. tanmateix, afirmen que aquests preus es poden utilitzar com a base racional quan no és així, per tant els mercats no són eficients. Segons els abolicionistes socialistes del mercat, la planificació descentralitzada permet un sistema espontàniament autoregulador de control d'estocs (basant-se únicament en càlcul en espècie) per produir-se i que al seu torn superi decisivament s les objeccions plantejades per l'argument de càlcul econòmic segons el qual qualsevol economia a gran escala ha de recórrer necessàriament a un sistema de preus de mercat.

### Supressió de la democràcia econòmica i l'autogestió
La planificació central també és criticada per elements de l'esquerra radical. L'economista socialista llibertari Robin Hahnel assenyala que, fins i tot si la planificació central superés les seves inherents inhibicions d'incentius i innovació, no obstant això seria incapaç de maximitzar la democràcia econòmica i l'autogestió, que considera que són conceptes més coherents intel·lectualment i coherents. i només les nocions principals de llibertat econòmica.
Com explica Hahnel: "Combinat amb un sistema polític més democràtic i refet per aproximar-se a una versió del millor cas, sens dubte, les economies planificades haurien tingut un millor rendiment. Però mai no haurien pogut fer autogestió econòmica, sempre haurien estat lentes innovar a mesura que l'apatia i la frustració passaven el seu peatge inevitable, i sempre haurien estat susceptibles a creixents desigualtats i ineficiències a mesura que creixien els efectes del poder econòmic diferencial. Sota la planificació central, ni els planificadors, ni els directius ni els treballadors tenien incentius per promoure l'interès econòmic social. Tampoc els mercats imminents de béns finals al sistema de planificació van franquiciar els consumidors de maneres significatives, però la planificació central hauria estat incompatible amb la democràcia econòmica, fins i tot si hagués superat els seus passius d'informació i incentius. I la veritat és que va sobreviure sempre que ho va fer només perquè estava afavorit per un poder polític totalitari sense precedents ".

## Crítica a l'empresa pública

### Avanç tecnològic lent o estancat
L'economista Milton Friedman va argumentar que el socialisme, amb el qual significava la propietat estatal dels mitjans de producció, impedeix el progrés tecnològic a causa de la sufocació de la competència. Com a prova, va dir que "només hem de mirar als Estats Units per veure on falla el socialisme" observant que les "àrees més endarrerides tecnològicament són aquelles en què el govern posseeix els mitjans de producció".
Sense un sistema de recompenses basat en els diners i el risc, Friedman sosté que molts inventors o inversors no arriscarien el temps ni el capital per a la investigació. Friedman creia que aquesta era una de les raons del sistema patent dels Estats Units i de la llei copyright, argumentant:
 El socialisme no ha demostrat ser més eficient a casa que a l'estranger. Quines són les nostres àrees més endarrerides tecnològicament? El lliurament del primerel correu de classe, les escoles, el poder judicial, el sistema legislatiu, tot embolicat en una tecnologia obsoleta. Sens dubte, necessitem socialisme per als sistemes judicials i legislatius. No ho fem per correu o escoles, com ha demostrat Federal Express i altres, i per la capacitat de moltes escoles privades d'oferir educació superior a joves desfavorits a la meitat del cost de l'escolarització governamental. [...]
Tots ens queixem amb justícia del malbaratament, el frau i la ineficàcia dels militars. Per què? Perquè és una activitat socialista, que sembla que no hi ha cap manera factible de privatitzar. Però, per què hauríem de ser millors a l'hora de dirigir empreses socialistes que els russos o els xinesos?

En estendre el socialisme molt més enllà de l'àrea on és inevitable, hem acabat realitzant funcions governamentals essencials molt menys bé del que no només és possible, sinó del que es va aconseguir anteriorment. En una època més pobra i menys socialista, vam produir una xarxa nacional de carreteres, ponts i sistemes de metro que eren l'enveja del món. Avui no podem ni mantenir-los. 

### Incentius reduïts
Els crítics del socialisme han argumentat que en qualsevol societat on tothom tingui la mateixa riquesa que és el que creu que és el resultat del socialisme, no hi pot haver cap incentiu material per treballar perquè no es reben recompenses per un treball ben fet. Argumenten a més que els incentius augmenten la productivitat de totes les persones i que la pèrdua d'aquests efectes conduiria a l'estancament. Alguns crítics del socialisme argumenten que el repartiment dels ingressos redueix els incentius individuals per treballar i, per tant, els ingressos s'han d'individualitzar tant com sigui possible.
A "Els principis de l'economia política" (1848), John Stuart Mill va escriure:
| « | És l'error comú dels socialistes passar per alt la natural indolència de la humanitat; la seva tendència a ser passius, a ser els esclaus de l'hàbit, a persistir indefinidament en un curs un cop escollit. Que assoleixin un cop qualsevol estat d'existència que considerin tolerable, i el perill que s'aprèn és que a partir d'ara s'estancaran; no s'esforçaran per millorar, i deixant que les seves facultats s'oxidin, perdrà fins i tot l'energia necessària per preservar-les del deteriorament. La competència pot no ser el millor estímul concebible, però actualment és necessari i ningú no pot preveure el moment en què no serà indispensable per progressar. | » |

Tanmateix, Mill més tard va alterar les seves opinions i va adoptar una perspectiva socialista, afegint capítols als seus "Principis d'economia política" en defensa d'una visió socialista i defensant algunes causes socialistes. Dins d'aquest treball revisat, també va fer la proposta radical que s'abolís tot el sistema salarial a favor d'un sistema salarial cooperatiu. No obstant això, algunes de les seves opinions sobre la idea de la imposició plana es van mantenir, encara que en una forma lleugerament tonificada.
L'economista John Kenneth Galbraith ha criticat les formes comunitàries de socialisme que promouen l'igualitarisme en termes de salari / compensació com a poc realistes en els seus supòsits sobre la motivació humana:
| « | Aquesta esperança [que la recompensa igualitària conduiria a un major nivell de motivació], que es va estendre molt més enllà de Marx, ha estat demostrada per la història i l'experiència humana com a irrellevant. Per bé o per mal, l'ésser humà no s'eleva a aquestes altures. Generacions de socialistes i líders d'orientació social han après això amb decepció i, més sovint, amb pena. El fet bàsic és clar: la bona societat ha d'acceptar homes i dones tal com són. | » |

## Reducció de la prosperitat
Segons l'economista Hans-Hermann Hoppe, els països on es socialitzen els mitjans de producció no són tan pròspers com aquells on els mitjans de producció estan sota control privat. Ludwig von Mises va argumentar que l'objectiu d'ingressos més iguals mitjançant la intervenció de l'estat condueix necessàriament a una reducció de la renda nacional i, per tant, de la renda mitjana. En conseqüència, el socialista tria l'objectiu d'una distribució més equitativa dels ingressos suposant que la utilitat marginal dels ingressos per a una persona pobra és superior a la d'una persona rica. Segons Mises, això obliga a preferir una renda mitjana inferior a la desigualtat de renda amb una renda mitjana més alta. No veu cap justificació racional d'aquesta preferència i també afirma que hi ha poques proves que assoleixin l'objectiu d'una major igualtat d'ingressos.
Abans de Hoppe, Mises va argumentar que la implementació en el món real de principis socialistes i de lliure mercat proporcionava evidències empíriques sobre el sistema econòmic que condueix a un major èxit, i va fer el següent: la gent està d'acord: que el nivell de vida de les masses russes és molt inferior al de les masses del país, considerat universalment com el paragon del capitalisme, els Estats Units d'Amèrica. Si consideréssim el règim soviètic com experiment, hauríem de dir que l'experiment ha demostrat clarament la superioritat del capitalisme i la inferioritat del socialisme ".

## Efectes socials i polítics
A  The Road to Servfdom , Friedrich Hayek argumentava que la distribució més uniforme de la riquesa a través de la nacionalització dels mitjans de producció defensats per certs socialistes no es pot aconseguir sense una pèrdua dels drets polítics, econòmics i humans. Segons Hayek, per aconseguir el control sobre els mitjans de producció i distribució de la riquesa és necessari que aquests socialistes adquireixin importants poders de coerció. Hayek va argumentar que el camí cap al socialisme condueix la societat al totalitarisme i va argumentar que feixisme i nazisme eren el resultat inevitable de les tendències socialistes a Itàlia i Alemanya durant el període anterior.
Hayek va criticar el biaix mostrat pels professors i intel·lectuals universitaris cap als ideals socialistes. Va argumentar que el socialisme no és un moviment obrer com sostenen els socialistes, sinó més aviat "la construcció de teòrics, derivats de certes tendències de pensament abstracte amb les quals durant molt de temps només els intel·lectuals estaven familiaritzats; i va requerir llargs esforços per part dels intel·lectuals abans es podria convèncer les classes treballadores perquè l'adoptessin com a programa ".
Peter Self critica l'economia planificada socialista tradicional i argumenta en contra de perseguir una "igualtat extrema" perquè creu que requereix una "forta coacció" i no permet "un reconeixement raonable per a diferents necessitats, gustos individuals (per feina o lleure) i talents". En canvi, recomana el socialisme de mercat.
Objectivistes critica el socialisme perquè devalua a l'individu i fa que la gent sigui incapaç de triar els seus propis valors, ja que les decisions es prenen de manera central. També rebutgen la indiferència del socialisme envers drets de propietat. 

## Reclamacions de corrupció de lideratge
Alguns crítics del socialisme han argumentat que en un estat socialista el lideratge es corromprà o serà substituït per persones corruptes i això impediria que es realitzessin els objectius del socialisme. L'aforisme de Lord Acton segons el qual el "poder tendeix a corrompre" ha estat utilitzat pels crítics del socialisme per argumentar que el lideratge d'un estat socialista seria més susceptible a la corrupció que altres perquè un estat socialista té un abast més ampli que altres
Milton Friedman va argumentar que l'absència d'activitat econòmica privada permét tria els líders polítics per concedir-se poders coercitius. En la seva campanya contra el candidat laborista Clement Attlee a les eleccions generals de 1945, Winston Churchill va afirmar que el socialisme requereix mètodes totalitaris, inclosa una policia política, per aconseguir els seus objectius.
Friedrich Hayek va fer un argument lleugerament diferent però relacionat. Va admetre que els líders del moviment socialista tenien motius idealistes i no argumentaven que es tornessin corruptes o recorressin a mètodes totalitaris un cop al poder. Tanmateix, va argumentar que el tipus d'estructura d'estat que volen establir acabaria atraient una nova generació de líders motivats per l'ambició cínica en lloc de qualsevol ideal i aquests nous líders adoptarien mesures repressives alhora que renunciarien als intents d'implementar el objectius originals del socialisme.